# جودو

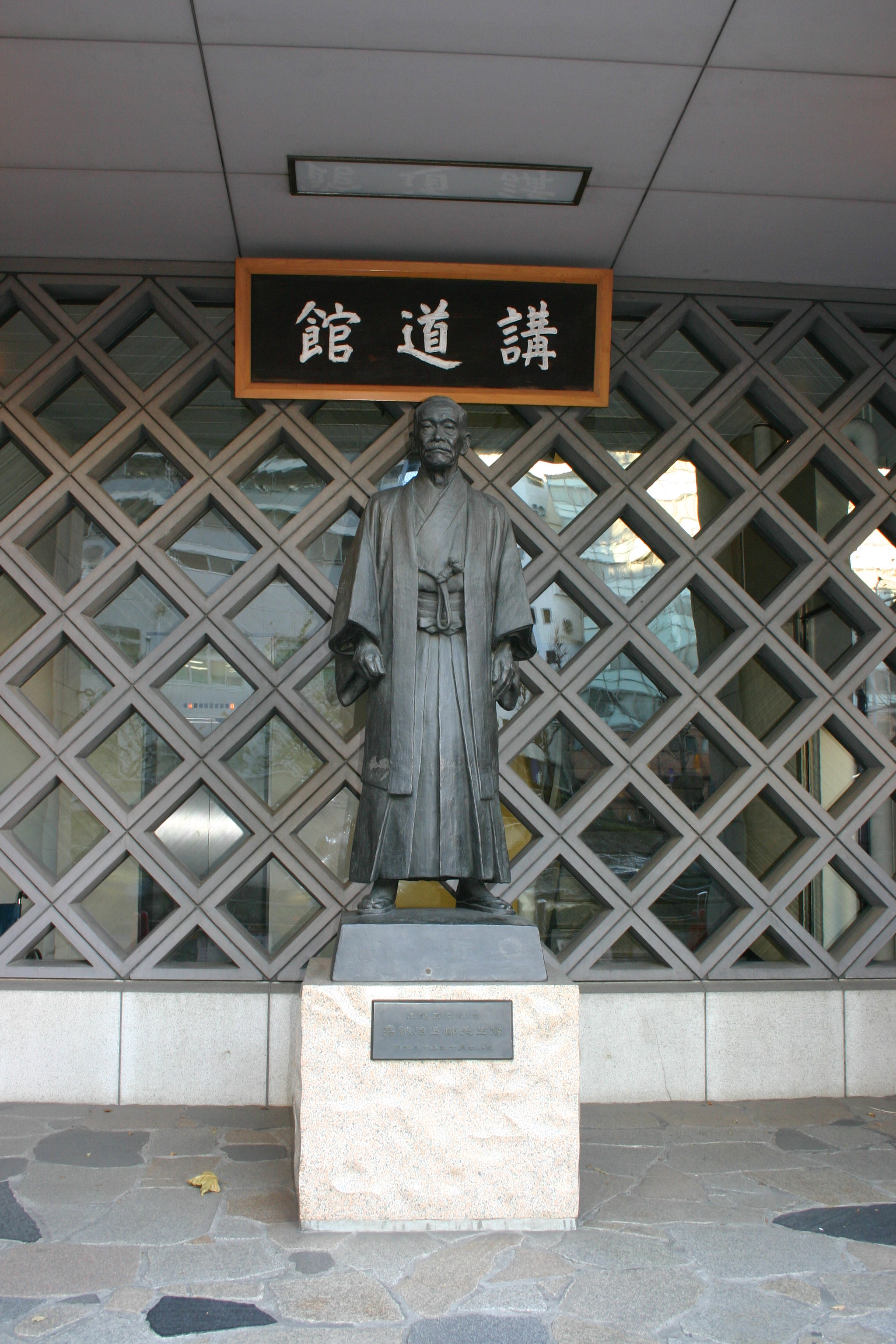
صورة لتمثال كانو أمام الكودوكان.

الجودو أو الجيدو (باليابانية: 柔道) وتعني حرفيًا «الطريقة اللينة» اسم يطلق على نوع من أنواع الفنون القتالية اليابانية، أنشأها جيغورو كانو في 1882. طور كانو هذه الرياضة انطلاقا من الفن القتالي جيو جيتسو بعد أن حذف منه العديد من التقنيات الخطيرة وجعله بهذه الطريقة ملائمة أكثر للممارسة الرياضية. مما فتح الباب أمام هذه الرياضة بالدخول إلى الألعاب الأولمبية. ترتكز روعة هذه اللعبة عند محبيها بأن السيطرة على الخصم وشل حركته تكون في أوقات كثيرة أفضل من إيذائه. سنة 1882 ميلادية قام كانو بتأسيس مدرسته لتعليم الجودو والمسمات كودوكان في طوكيو وتعني كلمة كودوكان مكان تعليم الطريق. ومن الناحية الفلسفية أو الأخلاقية التي يقوم عليها الجودو فهو يقوم على مبدأين اثنين:
- jita-kyoei: التعاون والتفهم المتبادل للوصول إلى سعادة الجميع
- sei-ryoku-zenyo: الاستثمار الاقتصادي للعقل والبدن

يطلق على المباراة بين اللاعبين «راندري» ويرتدي كل لاعب منهم بدلة مهيئة لهذه اللعبة وتوجد في مباريات الجيدو ثلاث أنواع للنقاط «الإيبون» "ippon" وهي الضربة القاضية، ومن يحقق نقطة الإيبون أولاً يكون ربح المقابلة حتى وإن لم ينته وقت المقابلة. ثم توجد الوزاري والتي تحتسب كنصف نقطة ويكون بذلك تحقيق نقطتي وزاري مساوي للإيبون.
وإذا تعادل اللاعبين أثناء المقابلة، يتم اللجوء إلى ما يسمى بالنقطة الذهبية، أي أن أول من يسجل نقطة لصالحه هو الفائز في المباراة. وتعتبر النقطة الذهبية قانوناً جديداً في الجودو، استخدمت في أولمبياد عام 2004.

## مصطلح جودو
مصطلح «جودو» يتكون من 2 كانجي. المدلول الأول المرونة، التكيف (柔، jū؟)، والثانية على الطريق، المبدأ (道، dō؟)، يمكن ترجمتها على أنها «طريقة المرونة»، أو مبدأ التكيف.

## تاريخ
الجودو رياضة تقليدية يابانية اسمها جوجتسو، حيث عُرِفَتْ سنة 775 قبل ميلاد التي تعني التقنية. وكانت تتميّز بالخشونة وتنتهي المنافسة بمقتل أحد المتنافسين.
يُعَدّ جيكوروكان والذي يُعتبر مؤسس الجودو سنة 1882، حيث قام بدمج النماذج المختلفة للمدارس العديدة فوجد القوانين وشدّ أفكار على العقيدة الفلسفية للجودو. وقام المؤسس بلغي الحركات والضربات الخطيرة التي كانت مأخوذة من جوجوتسو، فهي تعتمد على القتل. وطوّر المؤسس ما يُعرف (kodokan) (كودوكان) وفتح أول مدرسة وسمّاها (دوجو) عام 1882م.
تم اعتماد الجودو كتربية بدنية ورياضة في المدارس في عام 1919.
وفي سنة 1936 نظّم “كانو” أول بطولة وطنية. وقد حضر “كانو” الألعاب الأولمبية ولكن فترة الحرب العالمية الثانية، التي أدت إلى خمول في تطوّر نشاط الجودو.
تم إنشاء عام 1951 أول فيدرالية عالمية لرياضة الجودو. وفي سنة 1956م تم تنظيم أول بطولة عالمية في رياضة الجودو في “طوكيو” وتم في سنة “1960”، حيث تمّ ضمّ الجودو ضمن البرنامج الأولمبي.
تطورت هذه الرياضة (جودو) فيما بعد تم انتشارها في العديد من الدول، حيث حصلت مباراة بين مدرسة بودوكواي اليابانية والمنتخب الألماني. وترتكز الفكرة على الفلسفة مبدأ استثمار القدرات العقلية والذهنية والبدنية للإنسان وإدخال عليهِ روح التعاون للوصول لمرحلة السعادة.
أصبحت رياضة الجودو شائعة بين الرِّجال والنساء والشيوخ، فهي تلائم مختلف الأعمار وكما زاد عدد ممارسين رياضة الجودو على المستوى العالمي.
ودخل الجدول الأولمبي سنة 1964م، حيثُ تم الاعتراف بها كرياضة أولمبية في دورة طوكيو من نفس السنة، ثمّ غابت في دورة مكسيكو عام 1968م حيثُ عادت بدورة ميونخ “ألمانيا”.
واقتصرت في البداية المنافسات على مشاركة الرِّجال فقط. وتعود أول مشاركة للنساء في “سيول”.
وتم بصورة استعراضية في عام 1988م وفي برشلونة سنة 1992م. واعتمد في الجودو كرياضة رسمية.
وتعددت أوزان اللعبة على العديد من التغيرات، منها أوزان عام 1964 إلى في دورة 1964 إلى 6 في دورتي (1972 و1976).
إن رغبة جيغورو كانو، مؤسسها، هو تعميم طريقة لتحسين استخدام مواردها البدنية والعقلية من خلال اتخاذ كنقطة انطلاق تدريس كوريو (المدارس التقليدية القديمة)، تينشين شينيو ريو وكيتو ريو، كان يمارس لمدة 6 سنوات. وتقول الأسطورة أن إنشاء مبادئ الجودو، كان مستوحى من مشهد الأشجار مغطاة بالثلوج، خلال فصل الشتاء القاسي، مشيرا إلى أن فروع الكرز ردت بشكل مختلف إلى القصب (هذه الأسطورة هي في الواقع أن إنشاء جو جيتسو جيدا قبل إنشاء الجودو.

## تقنيات

### تصنيف
الجودو رياضة مختلفة ومتميزة.
- تقنيات الإسقاط التي تهدف إلى عدم توازن الخصم لجعله يسقط على الأرض، إلى الوراء، الجبهة أو الجانب: ناجي وازا التي نجد:
- مجموعة تقنيات الوقوف: تاتشي وازا
- تقنيات الساق: أشي وازا
- تقنيات الذراع (الكتف): تي وازا
- تقنيات الورك: كوشي وازا
- مجموعة تقنيات الأضاحي: سوتيمي وازا حيث يقرر ممارس التضحية اخلال توازنه لإسقاط خصمه.
- تقنيات التضحية في محور: ماي سوتيمي وازا من بينها نجد «المجلس الياباني» الشهير (تومو السباحة)
- تقنيات التضحية على الجانب: يوكو سوتيمي وازا
- تقنيات لف: ماكيكومي وازا
- تقنيات السيطرة تهدف إلى السيطرة على الخصم: كاتامي وازا التي نجد:
- التقنيات التي تمارس على الأرض: ن وازا
- تقنيات الشلل: أوساي كومي وازا، والتي تحدث عندما يكون الخصم مستلقيا على ظهره، على حد سواء الكتفين على الأرض (على عكس نظام القتال جوجوتسو حيث يتم احتساب الشلل على البطن).
- تقنيات الخنق: شيمي-وازا، والتي قد تنطوي على الجهاز التنفسي مما تسبب في التخلي عن الخصم بسرعة (هاكا-جيم على سبيل المثال)، أو نظام الدم من الرقبة (كما سانكاكو-جيم)، وأسرع للتصرف ولكن أيضا أكثر خطورة.
- تقنيات الخلع: كانسيتسو وازا، تلبس فقط على الكوع (كما أود-غاتام وواكي-غاتام).

يسمح أيضا تقنيات التفكك والخنق واقفا (في تاتشي وازا)، على الرغم من نادرا ما ينظر إليها واستخدامها في المنافسة. والواقع أن اللائحة تحظر جلب هذه الأساليب إلى الأرض، الأمر الذي يزيد من صعوبة وضعها.
بعض الكاتا (أشكال) الجودو تتطلب أيضا ممارسة تقنيات ضرب (أتيمي وازا). نجد
- الركلات (جيري)،
- اللكمات (تسوكي)
- ضربات حافة اليد (شوتو).

لا يسجل أي نقطة.

## أشكال التدريب

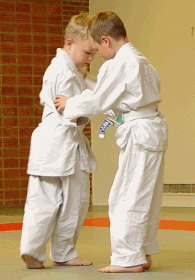
طفلان يتدربان على تقنيات الجودو

أصغر جودوكا يمارس رياضته بطريقة ممتعة بفضل التدريبات في شكل الألعاب التي اقترحها المدرب الذي يساعدهم على اتخاذ الثقة في أنفسهم واكتشاف أجسامهم التي تتطور من خلال التدريبات. أحد الخطوات الأساسية هو تعلم السقوط، أوكيمى. وسوف تصبح أكثر أمنا، وأكثر مرونة وأقوى للتحضير للمنافسات في المستقبل ومعبر الصف التالي.
وعادة ما يحدث التنقل من لأحزمة في نهاية الموسم مع معلمه (لجميع الصفوف حتى الحزام البني)، والذي يطلب من الطالب القيام بأداء بعض التقنيات التي تعلمها خلال الموسم. هذه التقنيات هي التي يتعين القيام بها مع الزميل: توري، واحد الذي يمسك، ووك واحد الذي «يتلقى» عمل زميله.

## الأحزمة والرتب المعتمدة في الجودو

### أحزمة التلاميذ
| الرتبة      | .6 Kyu   | 5 Kyu      | .4 Kyu   | 3. Kyu  | 2. Kyu | 1. Kyu   |
| الاسم       | Ku-kyū   | Shichi-kyū | Go-kyū   | San-kyū | Ni-kyū | Ichi-kyū |
| اللون       | أبيض     | أصفر       | برتقالي  | أخضر    | أزرق   | بني      |
| الشكل       |          |            |          |         |        |          |
| السن الأدنى | غير محدد | 8_9 سنوات  | 10 سنوات | 12 سنة  | 14 سنة | 16 سنة   |

### أحزمة المعلمين
| الرتبة      | 1. Dan  | 2. Dan | 3. Dan  | 4. Dan  | Dan .5 |
| الاسم       | Sho-dan | Ni-dan | San-dan | Yon-dan | Go-dan |
| اللون       | أسود    | أسود   | أسود    | أسود    | أسود   |
| الشكل       |         |        |         |         |        |
| السن الأدنى | 16 سنة  | 17 سنة | 20 سنة  | 24 سنة  | 29 سنة |

## روابط خارجية
- تعريف الجودو ولمحة تاريخية (منتديات كووورة)